# Anoplophora graafi
Anoplophora graafi är en skalbaggsart som först beskrevs av Conrad Ritsema 1880.  Anoplophora graafi ingår i släktet Anoplophora och familjen långhorningar. Inga underarter finns listade i Catalogue of Life.